# Dražovice (okres Vyškov)
Obec Dražovice (německy: Dräswitz, dříve Drazowitz, také Draschowitz) se nachází v okrese Vyškov v Jihomoravském kraji. Žije zde 948 obyvatel.

## Historie
První písemná zmínka o obci pochází z roku 1131.

## Obyvatelstvo

### Struktura
V obci k počátku roku 2016 žilo celkem 904 obyvatel. Z nich bylo 451 mužů a 453 žen. Průměrný věk obyvatel obce dosahoval 40,5 let. Dle Sčítání lidu, domů a bytů, provedeného v roce 2011, žilo v obci 856 lidí. Nejvíce z nich bylo (16,5 %) obyvatel ve věku od 30 do 39 let. Děti do 14 let věku tvořily 15,9 % obyvatel a senioři nad 70 let úhrnem 6,4 %. Z celkem 720 občanů obce starších 15 let mělo vzdělání 38,3 % střední vč. vyučení (bez maturity). Počet vysokoškoláků dosahoval 8,5 % a bez vzdělání bylo naopak 0 % obyvatel. Z cenzu dále vyplývá, že ve městě žilo 428 ekonomicky aktivních občanů. Celkem 92,1 % z nich se řadilo mezi zaměstnané, z nichž 73,4 % patřilo mezi zaměstnance, 4,2 % k zaměstnavatelům a zbytek pracoval na vlastní účet. Oproti tomu celých 47,2 % občanů nebylo ekonomicky aktivní (to jsou například nepracující důchodci či žáci, studenti nebo učni) a zbytek svou ekonomickou aktivitu uvést nechtěl. Úhrnem 454 obyvatel obce (což je 53 %), se hlásilo k české národnosti. Dále 159 obyvatel bylo Moravanů a 5 Slováků. Celých 212 obyvatel obce však svou národnost neuvedlo.
Vývoj počtu obyvatel za celou obec i za jeho jednotlivé části uvádí tabulka níže, ve které se zobrazuje i příslušnost jednotlivých částí k obci či následné odtržení.
| Místní části   | Místní části   | 1869 | 1880 | 1890 | 1900 | 1910 | 1921 | 1930 | 1950 | 1961 | 1970 | 1980 | 1991 | 2001 | 2011 |
| -------------- | -------------- | ---- | ---- | ---- | ---- | ---- | ---- | ---- | ---- | ---- | ---- | ---- | ---- | ---- | ---- |
| Počet obyvatel | část Dražovice | 505  | 537  | 568  | 606  | 628  | 681  | 802  | 772  | 863  | 831  | 810  | 781  | 826  | 856  |
| Počet domů     | část Dražovice | 103  | 109  | 116  | 121  | 130  | 137  | 167  | 197  | 213  | 215  | 224  | 270  | 286  | 316  |

### Náboženský život
Obec je sídlem římskokatolické farnosti Dražovice. Ta je součástí slavkovského děkanství – Brněnské diecéze v Moravské provincii. Farním kostelem je kostel Narození Jana Křtitele. Místním knězem je Mgr. František Nechvátal, farář. Při censu prováděném v roce 2011 se 294 obyvatel obce (34 %) označilo za věřící. Z tohoto počtu se 231 hlásilo k církvi či náboženské obci, a sice 208 obyvatel k římskokatolické církvi (24 % ze všech obyvatel obce), dále 2 k Církvi československé husitské a 5 ke Svědkům Jehovovým. Úhrnem 195 obyvatel se označilo bez náboženské víry a 367 lidí odmítlo na otázku své náboženské víry odpovědět.

## Obecní správa a politika

### Zastupitelstvo a starosta
Po komunálních volbách v roce 2006 byla starostkou zvolena Miroslava Svobodová (KDU-ČSL). Během jejího funkčního období se podařilo zateplit základní a mateřskou školu, obec opravila hasičskou zbrojnici.Starostkou byla opakovaně zvolena i v letech 2010, 2014 a 2018.

## Pamětihodnosti
- Farní kostel Narození sv. Jana Křtitele
- Socha svatého Jana Nepomuckého na dvoře barokní fary[9]

## Galerie

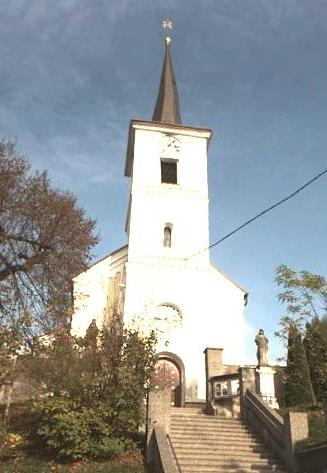
Kostel Narození sv. Jana Křtitele
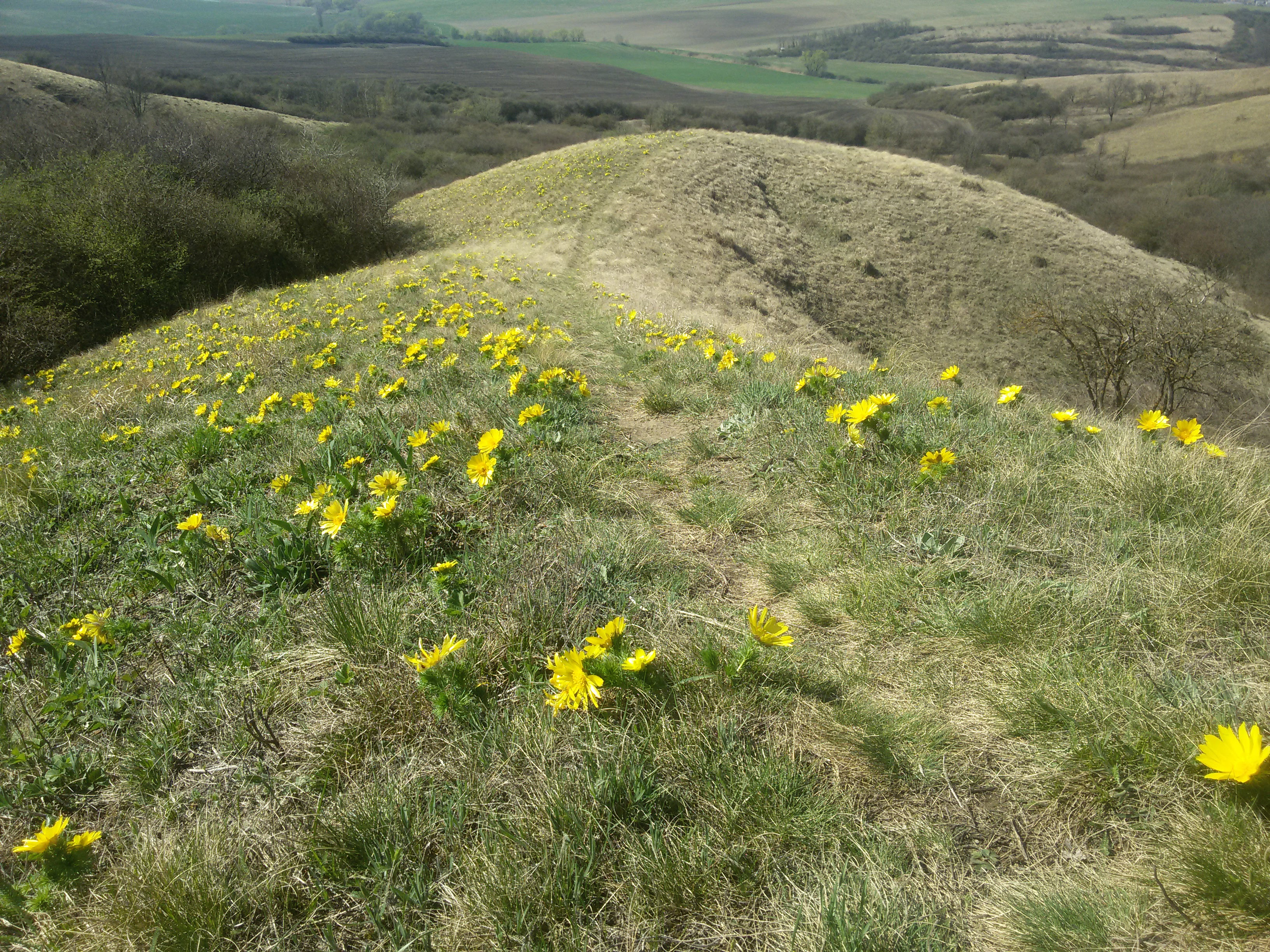
Národní přírodní rezervace Větrníky

## Osobnosti
- Antonín Cyril Stojan (1851–1923), arcibiskup olomoucký
- František Hála (1893–1952), ministr vlády ČSR, vrcholný lidovecký politik
- Bohuslav Burian (1919–1960), oběť komunistické totality